# Talahomi Way
Talahomi Way es el noveno álbum de estudio del proyecto musical The High Llamas, lanzado el 19 de abril de 2011 por Drag City.

## Lista de canciones
1. "Berry Adams" - 4:10
2. "Wander, Jack Wander" – 3:40
3. "Take My Hand" – 2:34
4. "Woven and Rolled" – 3:09
5. "The Ring of Gold" – 4:11
6. "Talahomi Way" – 3:32
7. "Fly Baby, Fly" – 3:00
8. "Angel Connector" – 1:01
9. "To The Abbey" – 3:17
10. "A Rock in May" – 3:21
11. "Crazy Connector" – 0:40
12. "Calling Up, Ringing Down" – 3:44